# Hartrad
Hartrad ist ein männlicher deutscher Vorname sowie ein Familienname.

## Herkunft und Varianten
Der Name entstammt dem Althochdeutschen und ist aus den beiden Komposita hart (kühn, stark) und rat (Ratschlag, Ratgeber) gebildet. Im Frühmittelalter überwiegt die Namensform Hardrad, im Hoch- und Spätmittelalter die Form Hartrad oder Hartrat. Ab dem 16. Jahrhundert setzten sich zunehmend die Varianten Hartard und Hartart durch.

## Frühe Namensträger
Zu den ersten urkundlich nachweisbaren Namensträgern zählt im 6. Jahrhundert ein Arderadus, Vidame des Bischofs von Le Mans und 542/543 dessen Gesandter beim Hl. Benedikt auf dem Monte Cassino. Weitere frühmittelalterliche Vertreter des Namens im heutigen Frankreich sind Abt Hardrad von Saint-Bertin (769), die Vizegrafen von Tours, Ardrad I. (846/865) und sein Enkel Ardrad II., sowie Bischof Ardrad von Chalon-sur-Saône (889–ca. 925). Im skandinavischen Bereich ist König Harald III. von Norwegen (* 1015, † 1066) auch unter dem Beinamen Hardråde (der Strenge oder der Harte) bekannt.
Im heute deutschsprachigen Raum findet sich der erste Nachweis des Namens in einer Traditionsnotiz der Abtei Echternach: Im Jahr 721 schenkt die fränkische Adelige Bertrada, die im selben Jahr die Abtei Prüm gestiftet hatte, gemeinsam mit ihrem Sohn Heribert Güter an das Echternacher Kloster. Der urkundliche Eintrag beginnt mit den Worten: „Ego Berta, Deo sacrata, et filius meus Chardradus et Harbertus donamus ...“; die grammatikalische Ungenauigkeit des Textes lässt offen, ob Heribert einen Bruder Hardrad hatte oder aber diesen Namen als Beinamen führte. Heribert-Hardrad wurde über seine Tochter Bertrada die Jüngere zum Großvater Karls des Großen. Ein weiterer, mit dem ersten vielleicht identischer Hardrad wird im Kartular der lothringischen Abtei Gorze im Jahr 771 als bereits verstorben genannt, als sein Sohn Ratard Güter in Mandres-aux-Quatre-Tours an das Kloster schenkt; Josef Fleckenstein identifizierte (nicht unwidersprochen) diesen Ratard mit Ruthard, dem Administrator Alemanniens, der zu den Stammvätern der älteren Welfen gezählt wird. Zwischen dem letzten Viertel des 8. Jahrhunderts und der Mitte des 9. Jahrhunderts erscheinen Träger des Namens Hardrad des Öfteren in den Traditionsbüchern der Klöster Fulda, Lorsch und Weißenburg. Sie gehören zu einer vor allem im Wormsgau, vermutlich auch in Thüringen (um Sömmerda, Kölleda, Haßleben), später zudem im Saalgau begüterten Adelsfamilie mit verwandtschaftlichen Beziehungen zur fränkischen Reichsaristokratie (Widonen, Rupertiner). Die älteren Namensträger in Echternach und Gorze könnten zu ihren Vorfahren zählen. Ein Graf Hardrad, der möglicherweise aus dieser mittelrheinischen Sippe stammte, war 786 Anführer einer ostfränkisch-thüringischen Verschwörung gegen Karl den Großen; er wurde nach der Entdeckung des Anschlagsplans geblendet und vermutlich des Reichs verwiesen. Ein Nachhall dieser Ereignisse ist möglicherweise die legendäre Figur des Hardré, der in den französischen Chansons de geste Garin le Loherain (Lohengrin) und Amis et Amile in der Rolle des Verräters auftritt.

## Verbreitung des Vornamens und weitere Namensträger
Im Mittelalter ist Hartrad als Personenname vor allem im südhessischen Raum verbreitet, nicht zuletzt wohl durch das hier einflussreiche Geschlecht der Herren und Grafen von Merenberg, bei denen Hartrad über zehn Generationen hinweg Leitname ist (von Hartrad I., um 1090, bis zum Letzten des Hauses, Hartrad VII., † 1327). Vielleicht gehört bereits der 1031 und 1051 genannte Hartrad, Bruder des heiligen Mainzer Erzbischofs Bardo, zu dieser Familie. In Hessen finden sich Namensträger u. a. in den Adelsfamilien Alnhausen, Reichenbach, Westerburg, Hundelshausen, Trümbach, Wildenberg, Goßfelden und Fellingshausen sowie jeweils mehrere Namensträger in den Wetzlarer Patrizierfamilien von Hörnsheim und Blide. Im Fränkischen ist Hartrad (Hartrach) häufig in der Familie der Truchsessen von Baldersheim. Bis zum 18. Jahrhundert waren Hartrad bzw. Hartard nicht eben häufige, aber vor allem in Südwestdeutschland (Kurpfalz, Hochstifte Trier und Mainz, Luxemburg) durchaus nicht ungewöhnliche Taufnamen (Namensträger u. a. in den Familien der Herren von Wiltz, Pallandt, Nassau, Bassenheim, Elter, Metternich, Dhaun, Stein sowie Rollingen, Hattstein und von der Leyen, s. u.).
Namensträger:
- Hartrad (Hartard) von Schönecken (ca. 1313–1351), Herr von Schönecken in der Eifel (der seinen Namen wohl über seine Mutter, eine geborene Merenberg, erhielt)
- Damian Hartard von und zu Hattstein (1676–1751), deutscher Genealoge
- Damian Hartard von der Leyen (1624–1678), Erzbischof und Kurfürst von Mainz und Bischof von Worms
- Heinrich Hartard von Rollingen (1633–1719), Fürstbischof von Speyer und Fürstpropst von Weißenburg

## Familienname
s. a. Hartrad (Familie)
Als Familienname tritt Hartrad erstmals im Jahr 1250 mit einem in Würzburger oder Rothenburger Urkunde genannten Konrad Hartroet auf, der als Zeuge in einer Reihe offenbar würzburgischer Ministerialen erscheint. Dieser ist möglicherweise Stammvater des zwischen 1335 und 1385 in Rothenburg ob der Tauber bezeugten Patriziergeschlechts Hartrad. Eine zweite mittelalterliche Familie Hartrad, die zum Patriziat der Reichsstadt Frankfurt gehörte, wird 1253 und 1254 im südhessischen Dieburg mit dem Schöffen Hartrad und seinem vermutlichen Sohn Heinrich Hartradis erstmals erwähnt; zu dieser Familie zählt der Frankfurter Schöffe und Bürgermeister Erwin Hartrad († 1410). Mit Erwins Tochter Adelheid († 1423) und ihrem Vormund, dem 1432 letztmals belegten Wollweber Henne Hartrad, gen. zur Krone (vielleicht ihr Onkel oder Vetter), endet das Geschlecht in Frankfurt. Zwischen beiden Familien besteht vermutlich Stammverwandtschaft: Die Rothenburger Hartrad sind im 14. Jahrhundert als Lehensnehmer der Herren von Hohenlohe-Brauneck nachgewiesen, die als Erben der Herren von Büdingen zwischen 1247 und 1310 ein Viertel der Stadt Dieburg besaßen und zur Verwaltung ihrer neuerworbenen Güter offenbar ihre fränkischen Dienstleute nach Dieburg brachten; auch die ebenfalls seit 1253 bezeugte Dieburger Schöffenfamilie Gremeser (Cremeser) findet sich schon im 13. Jh. unter der Würzburger und Hohenloher Ministerialität.
Unklar sind die möglichen genealogischen Zusammenhänge dieses Patriziergeschlechts Hartrad mit Familien gleichen Namens in Groschlag bei Frankfurt (Clas Hartrad 1427 und 1432, Heinz Hartrad 1447 und 1452 hanauischer Schultheiß dortselbst), in der Wetterau (Henne Hartrad 1399 in Büdesheim, Clas Hartrad, Sohn des Konrad aus Altenstadt, 1414 in Frankfurt, Peter Hartrad 1334 in Friedberg, Konrad Hartrad aus Grünberg 1364 in Frankfurt), Neustadt in Hessen (Johann Hartradi 1325) und Wetzlar (Heinz Hartrad, 1357–1375 Marburger Bürger, 1384†, stiftet ein Seelgedächtnis für sich und seine Eltern an der Wetzlarer Deutschordenskirche).
Analog zur sprachlichen Entwicklung des Personennamens Hartrad veränderten sich im Lauf der Jahrhunderte auch Laut- und Schriftbild des Familiennamens. Die ältere Form Hartrad wurde seit dem 16. Jahrhundert zunehmend durch die moderneren Formen Hartard und Hartart abgelöst und durch mündliche Überlieferung zu zahlreichen Varianten verschliffen.
An einer seit 1469 im Hüttenberger Land bei Wetzlar belegten Familie Hartrat lässt sich dieser Prozess ablesen; sie verzweigte sich in folgende noch heute bestehende Linien:
- Hartart, Hardtert, Hartert und Hardert im Taunus und in der Wetterau
- Hartherz in der Wetterau (s. dort für Namensträger)
- Hartert in Nassau (s. dort für Namensträger)
- Hartard in der Pfalz (s. dort für Namensträger)
- Hardardt in der Pfalz mit einer US-amerikanischen Seitenlinie Hardart (aus dieser stammt der amerikanische Unternehmer Frank Hardart, Mitgründer der Horn&Hardart-Automatenlokale in New York und Philadelphia)